# Vulcão do Cabeço do Fogo
O Vulcão do Cabeço do Fogo é um vulcão pertencente ao complexo vulcânico do Capelo, entre a Praia do Norte e o Capelo, Ilha do Faial, Região Autónoma dos Açores.
O Cabeço do Fogo com 571 metros de altitude, também chamado de Cabeço Rilha Boi, entrou em erupção de 23 para 24 de Abril de 1672 (Domingo de Páscoa). Principiou com uma crise sísmica em 20 de Setembro de 1671, que se intensificou em Fevereiro de 1672. Desde o dia 12 de Abril (terça-feira da Semana Santa), uma sequência de sismos sentidos com mais violência nas freguesias da Praia do Norte e Capelo, derrubaram muitas casas. A actividade começou com uma curta fase explosiva, seguindo-se durante 10 meses uma considerável efusão de lava basáltica a partir de 2 chaminés - no contraforte do Cabeço do Fogo e Pincarito. A actividade sísmica serenou em 1 de Maio de 1672, e no mês de Setembro, cessou.
Após a erupção vulcânica sucede uma série de sismos, sendo que o mais violento, sentido no dia 17, provocou inúmeros prejuízos nas freguesias já referidas e nas de Castelo Branco e Cedros, fazendo com que 1 200 famílias perdessem casas e terras. Somente dois curiosos terão morrido asfixiados devido à aproximação em demasia da corrente de lava. (História das Quatro Ilhas do Distrito da Horta de António Lourenço da Silveira Macedo).
A Câmara Municipal da Horta, além das preces públicas, procissões e outros actos de piedade e devoção que mandara promover, convocou "as três classes em que então se dividia a população" e que por unanimidade aceitaram a protecção do Divino Espírito Santo (auto de 18 de Maio de 1672). Essa "proteção" implicava fazer um voto solene por si e seus descendentes "que em dia do Senhor Espírito Santo, todos os anos e enquanto o mundo durar" sairá uma procissão solene ordenada pelos ditos oficiais da Câmara Municipal da Igreja Matriz da Horta e se recolherá na Igreja da Misericórdia, onde se cantará missa com sermão a que assistirá o corpo da Câmara fazendo-se gastos e despesas à custa dela em acção de graças tanto pelos benefícios recebidos de não ser maior o dano que o dito fogo podia fazer como pelo mais que de todo se espera ver quieto e consumido".
Este voto deu origem a que se realizem anualmente a cargo da Câmara Municipal da Horta, no Domingo de Pentecostes, o "Império de Reconhecimento e Beneficência", mais conhecido como "Império dos Nobres", na Rua D. Pedro IV, freguesia da Matriz. Por outro lado, esta erupção demonstrando as precárias condições de vida da ilha, resultou na autorização régia para que saíssem com destino ao Brasil (Maranhão, Santa Catarina) 100 casais, totalizando ao todo cerca de 400 faialenses.